# Râul Mangoro

Râurile din Madagascar

Râul Mangoro este cel mai mare râu de pe coasta de est a Madagascarului după mărimea bazinului și volumul apei și are o lungime de 300 km.

## Prezentare generală
Mangoro începe la nord-est de orașul Anjozorobe din regiunea Analamanga, la aproximativ 1.100 de metri. Afluenții săi principali sunt râul Onive (cu care se unește pe malul drept la 200 km de la izvorul râului) și râul Nosivolo. Gura sa de vărsare se află la Oceanul Indian în apropiere de orașul Ambodiharina.
Datorită numeroșilor săi afluenți, Mangoro menține un debit ridicat pe tot parcursul anului, ceea ce îl face un râu ideal pentru rafting.
Începând din 2012,  Sherritt International Corporation a planificat să utilizeze râul Mangoro ca sursă de apă pentru o conductă de dejecții lichide care transportă minereu pentru minele proiectului Ambatovy, ridicând probleme de mediu.

## Faună sălbatică
Există populații mici de crocodili în secțiunile mai liniștite ale râului, dar populația lor este minimă și continuă să scadă.